# Carnaval em Lá Maior
Carnaval em Lá Maior é um filme brasileiro, realizado em 1955, em preto e branco, e dirigido por Adhemar Gonzaga, produzido pela Cinematográfica Maristela.

## Enredo
É a história de um homem que não consegue parar em nenhum emprego e cuja filha se apaixona por um jovem que também está permanentemente desempregado. Um dia a casa desse homem pega fogo e todos eles vão morar em uma pensão de artistas que mais se parece com um hospício.

## Elenco
- Walter D'Ávila .... Moreira
- Randal Juliano .... Eleoberto
- Sandra Amaral .... Celina
- Arrelia .... Cozinheiro
- Ari Leite .... ?
- Renata Fronzi .... Lola
- Genésio Arruda .... caipira
- Adoniran Barbosa .... Judeu, vendedor de móveis
- Elisio de Albuquerque
- Blota Junior .... Diretor de TV
- Maria Aparecida Baxter
- Durval de Souza
- Carmem Silva
- Vicente Leporace
- Caetano Gherardi
- Oswaldo de Barros
- Idalina de Oliveira
- Roberto Mackim
- João Soares

## Curiosidades
- A história se desenvolve entre cenas e números musicais carnavalescos interpretados por cantores como Aracy de Almeida, Ataulfo Alves, Carmélia Alves, Carlos Galhardo, Inezita Barroso, Alvarenga e Ranchinho, Nelson Gonçalves e Trio Nagô.